# Strobilanthes thunbergiiflorus
Strobilanthes thunbergiiflorus är en akantusväxtart som beskrevs av Spencer Le Marchant Moore. Strobilanthes thunbergiiflorus ingår i släktet Strobilanthes och familjen akantusväxter. Inga underarter finns listade i Catalogue of Life.